# Josip Adamić
Josip Adamić, hrvaški komunist, * 14. april 1907, Vezišće, † 15. oktober 1931, Zagreb.
Po končani osnovni šoli se je izučil za mizarja, se leta 1927 v Zagrebu zaposlil ter kot član Zveze komunistične mladine Jugoslavije začel delovati v zagrebškem delavsko-revolucionarnem gibanju ter postal član Pokrajinskega komiteja Zveze komunistične mladine Jugoslavije za Hrvaško. Leta 1928 je odšel v Boko Kotorsko
na služenje v Jugoslovansko kraljevo vojno mornarico in tam ustanovil ilegalno celico Zveze komunistične mladine Jugoslavije. Član Komunistične partije Jugoslavije je postal leta 1930, naslednje leto pa član Mestnega komiteja Komunistične partije Jugoslavije za Zagreb. Bil je tudi član sindikata lésnoindustrijskih delavcev in član uredništva lista Glas Trešnjevke. Preminil je, ko se je v svojem ilegalnem stanovanju spopadel z agenti tajne policije. Leta 1968 so bili njegovi posmrtni ostanki pokopani v Grobnici narodnih herojev na 
pokopališču Mirogoj v Zagrebu.